# Saint-Mathieu-Dom
Der Saint-Mathieu-Dom ist eine domartige Aufwölbung im Grundgebirge des nordwestlichen Massif Central in Frankreich. Er ermöglicht einen Einblick in strukturell tieferliegende, parautochthone Einheiten.

## Bezeichnung
Die Domstruktur wurde nach der Gemeinde Saint-Mathieu im Département Haute-Vienne benannt.

## Geographie und Geologie

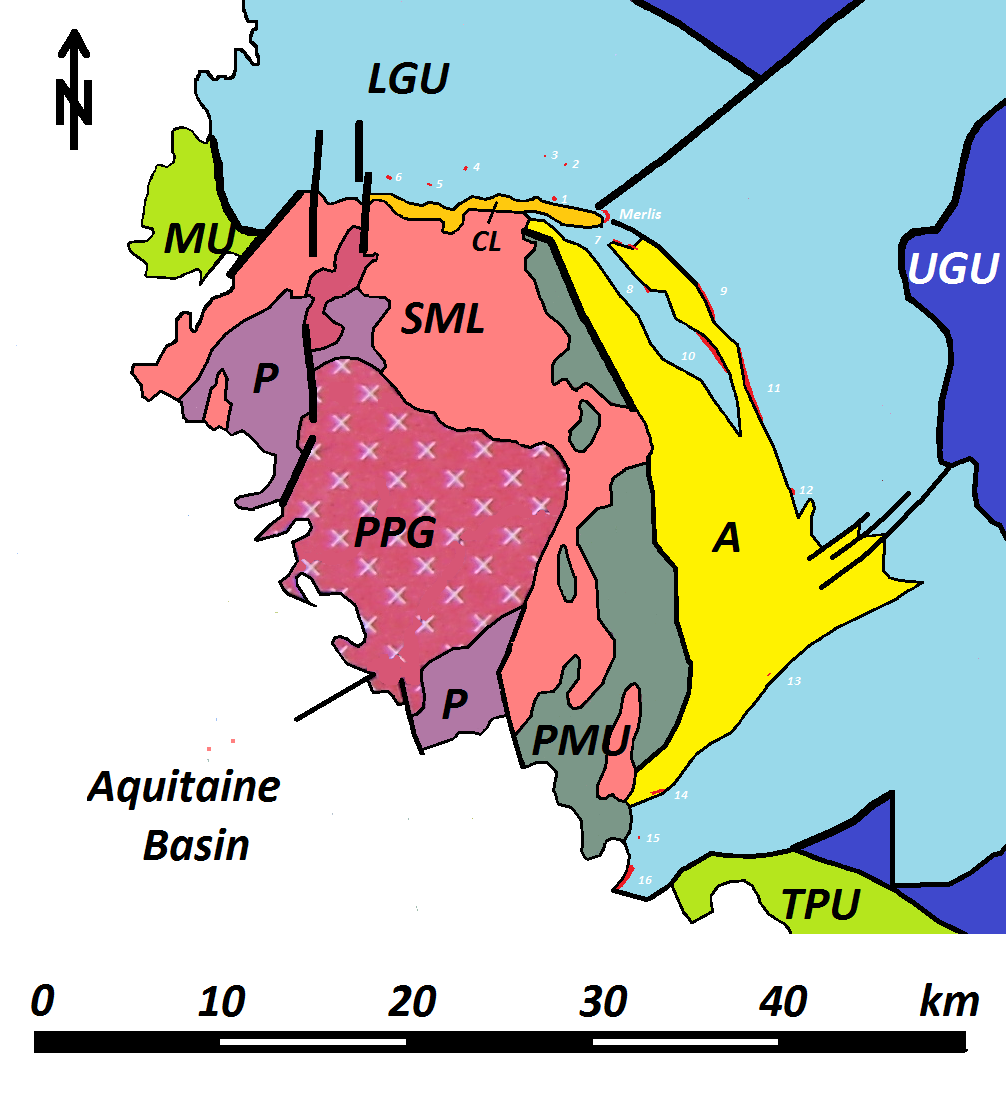
Geologische Karte des Doms von Saint-Mathieu

Der Saint-Mathieu-Dom liegt unmittelbar am Nordwestrand des Massif Central. Im Südwesten wird er von den mesozoischen Sedimenten des nördlichen Aquitanischen Beckens begrenzt, welche oft durch eine Randstörung vom Grundgebirge abgetrennt werden.  Die östliche Begrenzung bildet die Überschiebung der Unteren Gneisdecke (Einheiten LGU und A auf der geologischen Karte), die zwischen Saint-Jean-de-Côle im Süden und Peyrassoulat (Gemeinde Chéronnac) im Norden die Glimmerschiefer der Parautochthonen Glimmerschiefereinheit (Einheit PMU) überfährt. Die Nordbegrenzung bilden Paragneise der Unteren Gneisdecke. Die Nordwestecke wird von der Le-Lindois-Störung abgeschnitten, welche die Mazerolles-Einheit im Nordabschnitt und Lias im Südteil vom Dominneren abtrennt.
Die Domstruktur misst in ihrer maximalen Längserstreckung (in Nord-Süd-Richtung) zirka 35 Kilometer, an ihrer breitesten Stelle in Ost-West-Richtung rund 25 Kilometer.

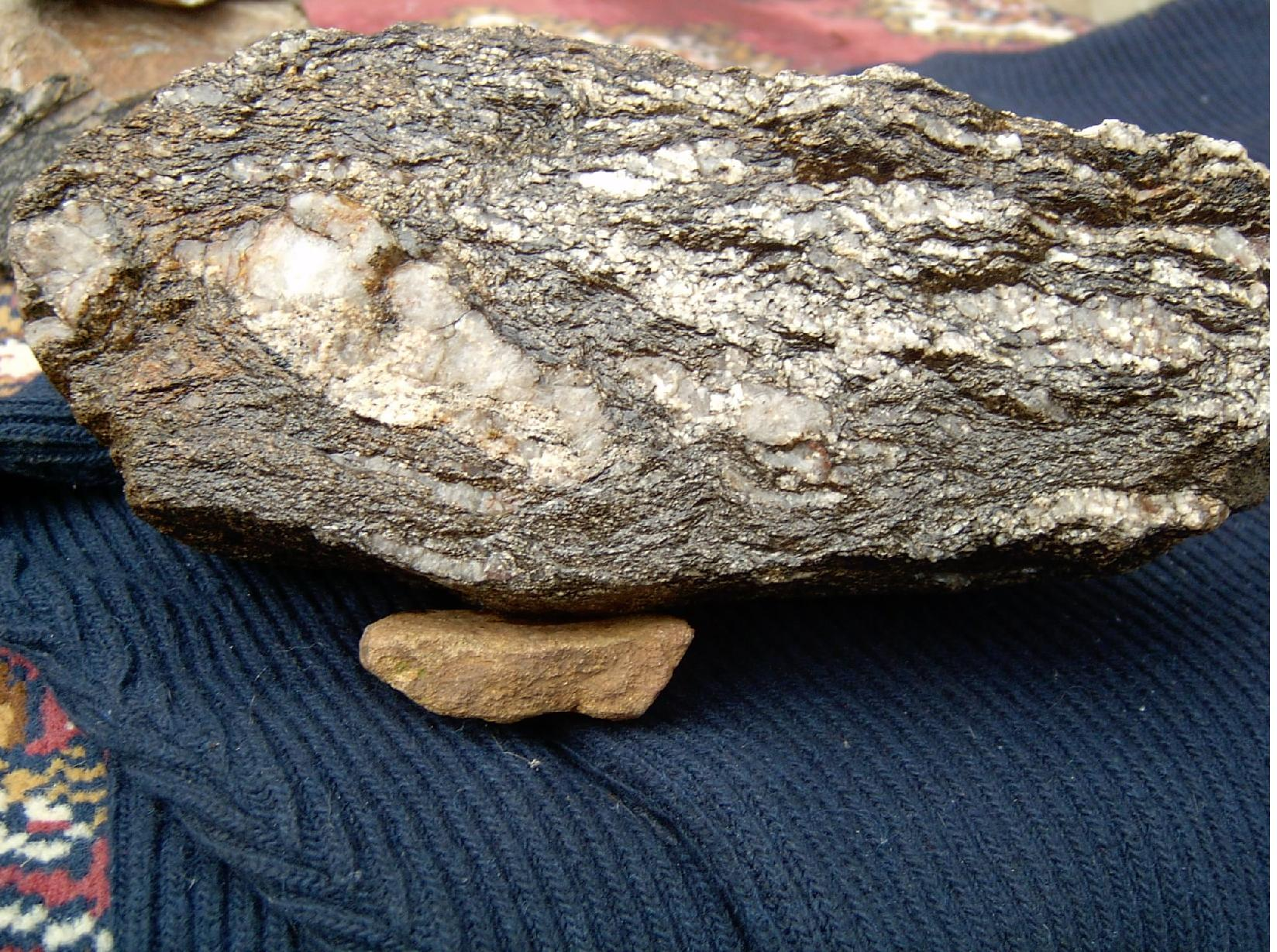
Plagioklas-führender Paragneis von Nontron

Im Innern des Saint-Mathieu-Doms befinden sich folgende geologischen Einheiten:
- Parautochthone Glimmerschiefereinheit (Einheit PMU), die vom Saint-Mathieu-Leukogranit im Westen (Einheit SML) und vom Chéronnac-Leukogranit am Nordrand (Einheit CL) begrenzt und gleichzeitig von ersterem  intrudiert wird.
- Paragneise (Einheiten P), in die der Piégut-Pluviers-Granodiorit (Einheit PPG) aufgedrungen ist.

Die Westseite der Domstruktur wird von einer in etwa Nord-Süd-streichenden Störungszone durchquert, die den Westrand des Piégut-Pluviers-Granodiorits von den Paragneisen abtrennt.  Diese Störungsstaffel verläuft von Lacrète (Gemeinde Étouars) im Süden bis nördlich von Massignac.

## Entstehung

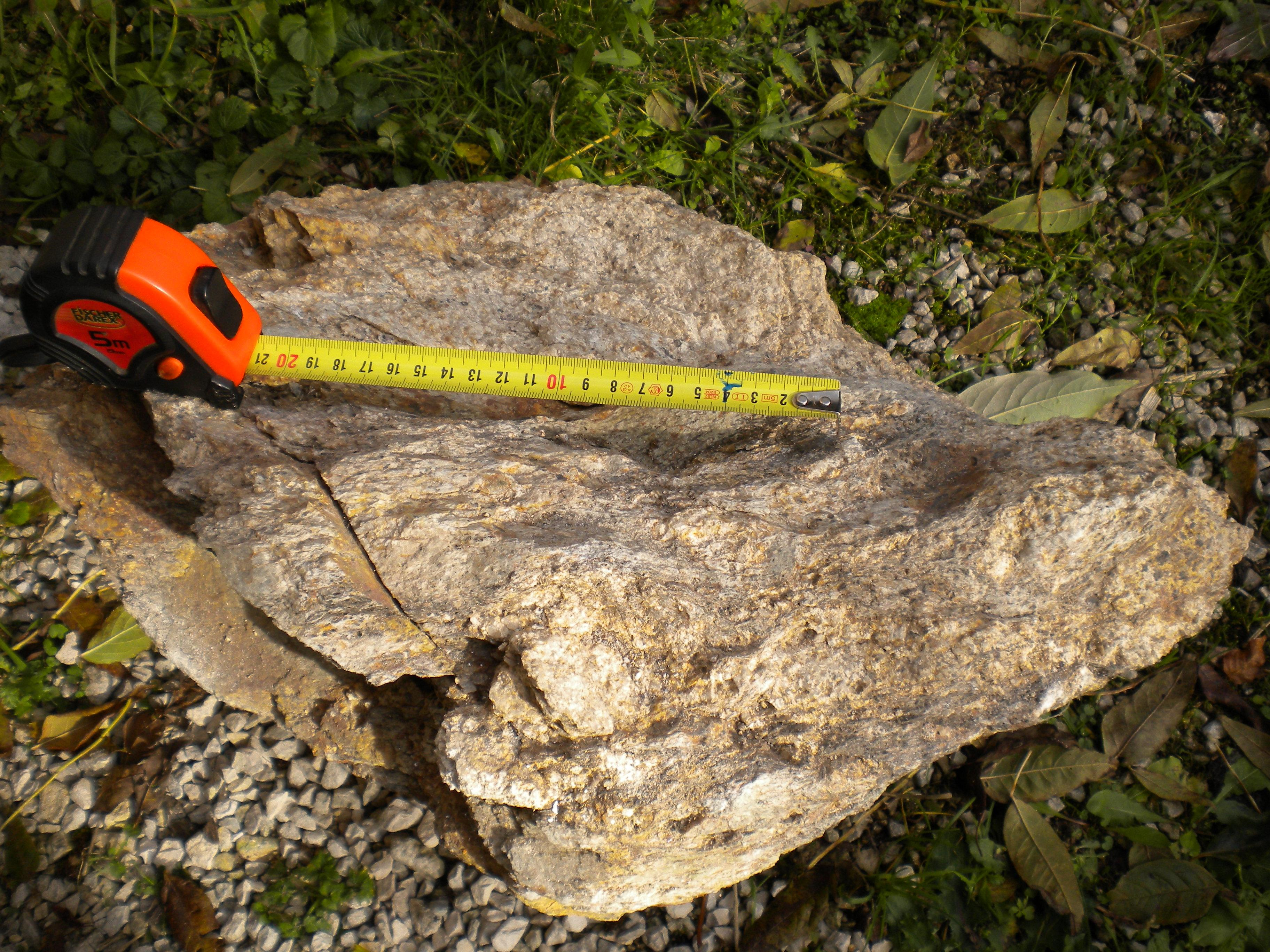
Anatektischer Roussines-Granit, Teil des Saint-Mathieu-Leukogranitmassivs

Auffallend für das Innere der Domstruktur ist das Überwiegen der Intrusivgesteine, insbesondere im Osten der Nord-Süd-Störungszone. Insgesamt dürften die Intrusivgesteine rund 80 % der gesamten Oberfläche der Struktur einnehmen. Es ist daher anzunehmen, dass die Domstruktur durch das Aufblähen der neovariszischen Intrusivkörper verursacht wurde. Eine tektonische Ursache im Zusammenhang mit dem älteren,  mediovariszischen Zusammenschub des Deckenstapels im Limousin  (Zeitraum 400 bis 360 Millionen Jahre) darf ausgeschlossen werden, da der Saint-Mathieu-Leukogranit die Überschiebungsbahn der Unteren Gneisdecke durchbricht und ferner Apophysen (Abzweigungen in das Nebengestein) in die Gneise entsendet.

## Alter
Die neovariszischen Intrusiva drangen im Pennsylvanium auf, beispielsweise besitzt der Piégut-Pluviers-Granodiorit ein (namurisch/westphalisches) Alter von 315 bis 314 Millionen Jahren BP. Der Saint-Mathieu-Leukogranit ist jünger, seine grobkörnige Fazies liefert ein Alter von 304 Millionen Jahren. Dieses endkarbonische Alter ist sehr wahrscheinlich auch der Zeitpunkt für die endgültige Aufwölbung  des Saint-Mathieu-Doms.

## Regionalgeologischer Überblick

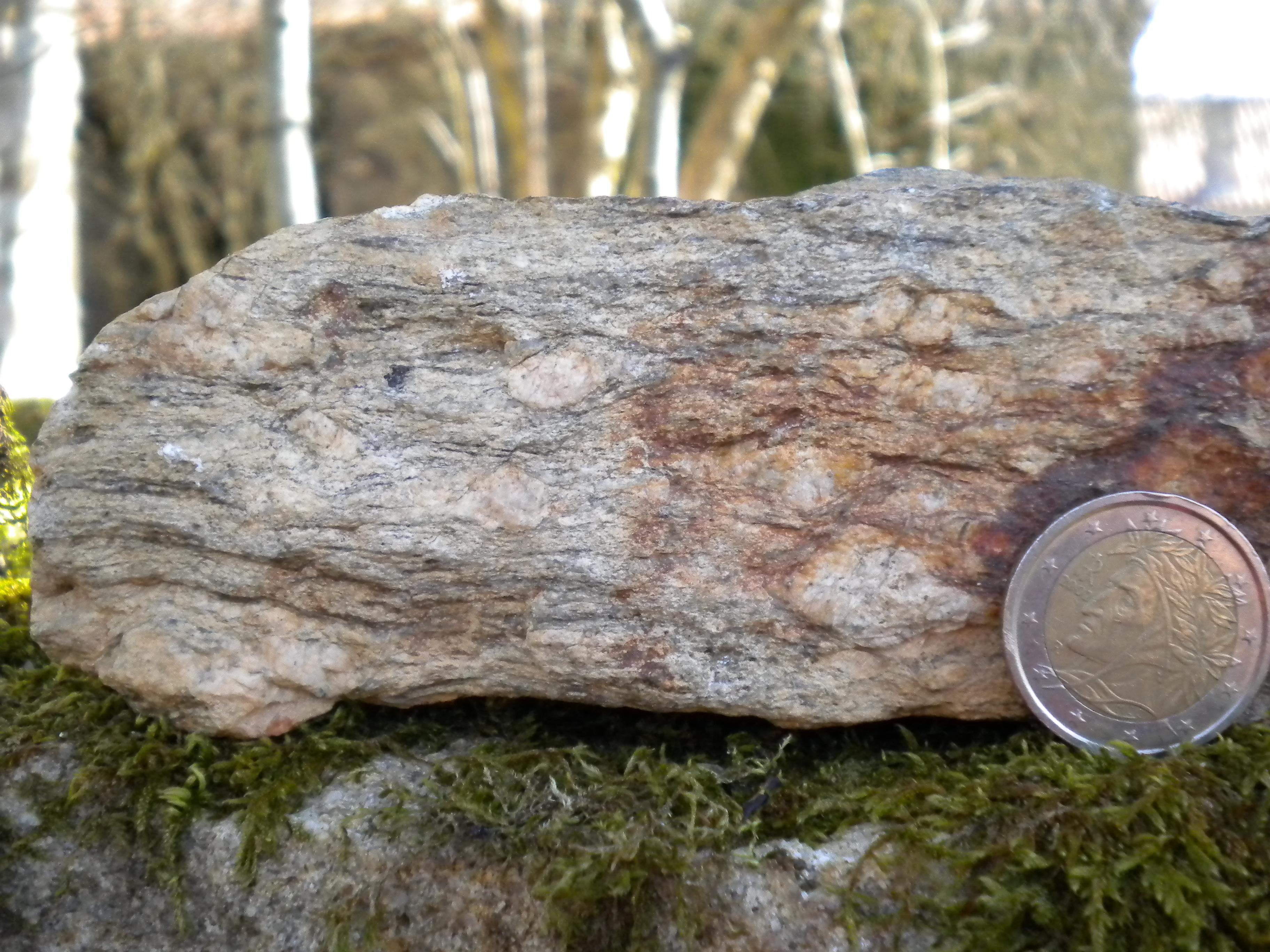
Augengneis der Unteren Gneisdecke bei Mialet. Dieses Gestein überfährt die Domstruktur im Osten.

Die Hochstruktur des Saint-Mathieu-Doms befindet sich in der westlichen Verlängerung einer großräumigen Synklinale (Saint-Germain-les-Belles-Synform)  im variszischen Deckenstapel, der südlich von Limoges aus der Parautochthonen Glimmerschiefereinheit, der Unteren Gneisdecke und der darüber geschobenen Oberen Gneisdecke aufgebaut ist. Bedingt durch das Aufbiegen des Deckenstapels am Ostrand des Saint-Mathieu-Doms tritt hier die sonst verborgene, unter der Unteren Gneisdecke liegende Parautochthone Glimmerschiefereinheit zu Tage.
Ganz ähnliche tektonische Verhältnisse herrschen auch im  Millesvaches-Massiv im Osten der zentralen Synklinale. Das ebenfalls Nord-Süd ausgerichtete Millesvaches-Massiv besteht wie der Saint-Mathieu-Dom zum Großteil aus Intrusivgesteinen und wird weitgehend von Glimmerschiefern der Parautochthonen Glimmerschiefereinheit umrahmt.  Das Millesvaches-Massiv  ist aber mit 160 Kilometern wesentlich länger. Die Längserstreckung von 35 Kilometern im Saint-Mathieu-Dom sind jedoch eine Minimalangabe, da sich der Dom eventuell noch weiter nach Süden unter den Sedimenten des Aquitanischen Beckens fortsetzt.